# Thecla liparops
Thecla liparops är en fjärilsart som beskrevs av Jean Baptiste Boisduval 1833. Thecla liparops ingår i släktet Thecla och familjen juvelvingar. Inga underarter finns listade i Catalogue of Life.